# Aeroporto Internazionale John F. Kennedy
L'aeroporto internazionale JFK (in inglese John Fitzgerald Kennedy International Airport) (IATA: JFK, ICAO: KJFK) è il principale aeroporto internazionale di New York City, negli Stati Uniti d'America. È situato a Jamaica, quartiere del Queens, circa 26 km a sud-est dal centro di Manhattan. L'aeroporto JFK è il più trafficato dei sei aeroporti commerciali che servono la città di New York,  il 13° più trafficato degli Stati Uniti e la principale via di accesso al Nord America.
L'aeroporto è gestito dalla Port Authority of New York and New Jersey, che controlla anche gli altri due aeroporti dell'area metropolitana di New York: il Newark-Liberty e il La Guardia. L'aeroporto John Fitzgerald Kennedy è hub per le compagnie aeree American Airlines, Delta Air Lines e JetBlue Airways in ambito trasporto passeggeri ed EVA Air e Kalitta Air in ambito merci. È base per Caribbean Airlines, compagnia aerea di bandiera di Trinidad e Tobago, e Polar Air Cargo, compagnia cargo statunitense. In totale, più di 90 compagnie aeree operano da questo scalo con voli nonstop in tutti i sei continenti abitati del mondo.

## Storia
Inizialmente il nome dell'impianto era "Idlewild Airport" e fu poi cambiato in "Major General Alexander E. Anderson Airport". Il Generale Anderson era un residente del Queens che comandò una unità della Guardia Nazionale negli Stati del Sud e che morì verso la fine del 1942. In questo periodo i codici dell'aeroporto erano: IATA: IDL - ICAO: KIDL. Nel 1948 l'aeroporto venne rinominato "New York International Airport" e cambiò nuovamente nome nel 1963 in onore del Presidente degli Stati Uniti d'America John Fitzgerald Kennedy.
La costruzione dell'aeroporto cominciò nel 1943 con modeste ambizioni: vennero spesi circa 60 milioni di dollari per la costruzione, ma solo 400 ettari di terra vennero presi dal Percorso di golf di Idlewild. La vicinanza a questo campo da golf diede all'aeroporto il primo nome non ufficiale di Aeroporto Idlewild. L'autorità aeroportuale ha in concessione l'aeroporto dalla città di New York dal 1947. Il primo volo commerciale avvenne il 1º luglio 1948. L'"Aeroporto internazionale di New York" nacque il 31 luglio dello stesso anno, ma il nome "Idlewild" e il codice IATA "IDL" rimasero immutati. Il Worldport della Pan Am, poi Terminal 3, aperto nel 1962 e demolito nel 2015, consisteva in un grande tetto ellittico sospeso; questo tetto si estendeva oltre la zona da coprire raggiungendo anche l'area di imbarco dei passeggeri sugli aerei. È stato uno dei primi terminal a dotarsi di jetway che connettessero il terminal agli aerei parcheggiati e che potessero essere mosse al fine di ottenere semplici camminamenti per l'imbarco dei passeggeri.
Anche il "TWA Flight Center", oggi Terminal 5, aprì nel 1962. Disegnato da Eero Saarinen, raffigura un simbolo astratto del volo ed è considerato uno dei più bei Terminal del mondo. Con la chiusura della TWA il terminal rimase senza assegnazione: è nel 2005 che JetBlue e la Port Authority finanziarono la costruzione di un nuovo terminal dotato di 26 gate dietro l'edificio di Saarinen. La nuova struttura, la prima disegnata dopo gli attentati dell'11 settembre 2001, prese il nome di T5 e aprì il 22 ottobre 2008. Il nuovo T5 è progettato per sopportare 20 milioni di passeggeri all'anno ed è connesso attraverso i tunnel originali all'edificio di Saarinen, dove si stanno svolgendo lavori di riqualificazione per farlo riaprire come ulteriore accesso al Terminal 5.
L'aeroporto ricevette la denominazione attuale nel 1963, un mese dopo l'assassinio del Presidente Kennedy a Dallas. Il nuovo codice aeroportuale IATA fu "KIA", abbreviazione di "Kennedy International Airport", ma il numero dei morti in Vietnam divenne un argomento serio per i cittadini statunitensi (KIA è anche l'abbreviazione di "Killed in action", "ucciso in combattimento") e il codice venne nuovamente cambiato nel 1968 in JFK, codice mantenuto ancora oggi. Nel 1970 la National Airlines aprì il suo "Sundrome", disegnato da Pei Cobb Freed & Partners, divenuto Terminal 6 e oggi senza assegnazione dopo il trasferimento della JetBlue al Terminal 5.
Con il continuo incremento del traffico aereo da e per New York, i Terminal 3 e 5 vennero modificati negli anni settanta per accogliere i Boeing 747. Con l'avvento del supersonico civile Concorde venne offerto un servizio transatlantico da Londra, operato da British Airways, e da Parigi, operato da Air France dal 1977 al 2003, anno in cui il Concorde venne definitivamente ritirato dal servizio. L'aeroporto Kennedy aveva più movimenti annui del Concorde che ogni altro aeroporto al mondo. Le operazioni cargo al JFK furono traviate nel 1978 da un furto alla Lufthansa (Lufthansa Heist) e nel 1967 da uno all'Air France. Questi episodi hanno ispirato il romanzo di Nicholas Pileggi "Wiseguy" e il film di Martin Scorsese "Quei bravi ragazzi". Il romanziere Daniel Simone, in collaborazione con Henry Hill (deceduto nel 2012), ha scritto sull'argomento un libro thriller dal titolo "The Lufthansa Heist". La storia è una descrizione del furto alla Lufthansa organizzato dal famoso ladro Henry Hill.

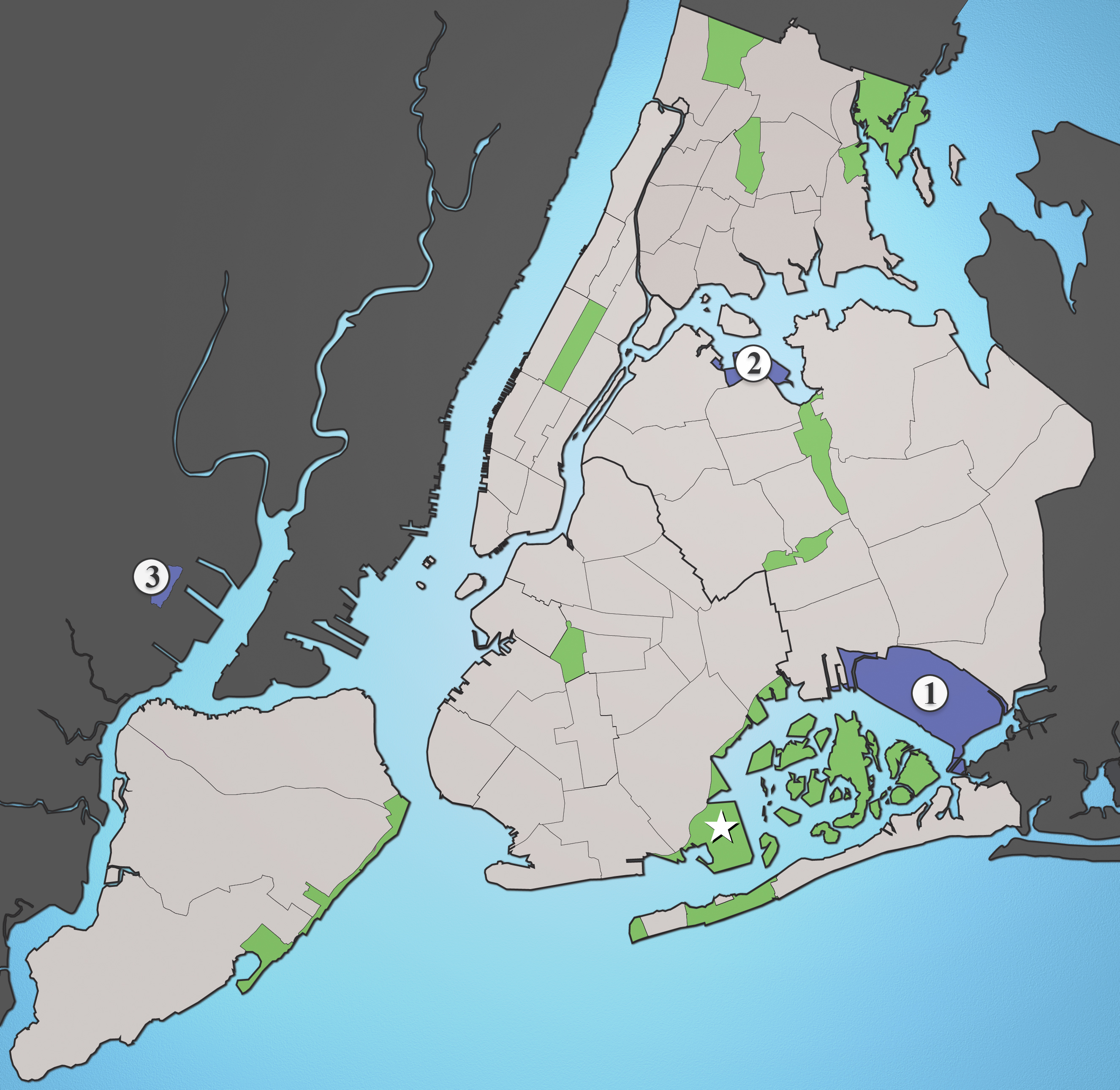
Le posizioni degli aeroporti di New York rispetto alla città:
1) John F. Kennedy International Airport (JFK)
2) LaGuardia Airport (LGA)
3) Newark Liberty International Airport (EWR)
☆) Floyd Bennett Field (1931–72)

Verso la metà degli anni ottanta l'aeroporto Kennedy superò quello di Newark (che al tempo si chiamava "Newark International Airport") diventando l'aeroporto più trafficato della città. Nel 1998, per celebrare il 50º anniversario dell'aeroporto, la Port Authority introdusse il nuovo slogan per l'aeroporto "JFK: where America greets the World" (inglese: "JFK: dove l'America saluta il mondo"). Più tardi nello stesso anno iniziò la costruzione dell'AirTrain JFK: completato nel dicembre 2003, il nuovo sistema ferroviario collega ogni terminal dell'aeroporto con la Metropolitana di New York e coi treni regionali dei pendolari a Howard Beach e Jamaica, nel Queens.
Dopo gli attentati dell'11 settembre 2001, il JFK fu uno dei primi aeroporti degli Stati Uniti a essere temporaneamente chiusi. Il 19 marzo 2007 Il JFK fu il primo aeroporto degli USA a ricevere un Airbus A380 con passeggeri a bordo. Il volo, effettuato per provare la rotta e le funzioni dell'aeroplano, era operato congiuntamente da Lufthansa e Airbus, che fecero arrivare 500 passeggeri al Terminal 1. Il 1º agosto 2008 è iniziato il primo servizio regolare verso gli Stati Uniti operato con Airbus A380. I voli, espletati da Emirates, coprono la rotta New York-Dubai e utilizzano il Terminal 4. Nel 2011 i passeggeri sono saliti a 47.683.529 con 408.913 movimenti di aeromobili.

## Terminal
Il Terminal 1 ha 11 gate: dalla 1 alla 11.
Il Terminal 2 ha 7 gate con passerella per l'accesso: 20-22, 26-29 e 17, solo per Delta Connection: 23A-H, 23 J, 25K-N, 25P-S.
Il Terminal 3 ha 16 gate con passerella per l'accesso: 1-10, 12, 14-18 con due gate (Gate 11) e un eliporto sulla pista di rullaggio KK.
Il Terminal 4 ha 17 gate in due hall: A2-A7, B20, B22-B31.
Il Terminal 5 ha 26 gate: 1-12, 14-27. Questo terminal, anche conosciuto come TWA Flight Center, era utilizzato dalla vecchia Trans World Airlines. Dal 2001 e dopo l'acquisto della TWA da parte dell'American Airlines il terminal rimase chiuso. Dal settembre 2008 fa parte del nuovo terminal della JetBlue Airways e conterà ben 26 gates.
Il Terminal 6 è chiuso. Aveva 14 gate ed era la vecchia casa di JetBlue Airways.
Il Terminal 7 ha 12 gate: 1-12.
Il Terminal 8 ha 29 gate: 12 nella hall B (1-8, 10, 12, 14, and 16) e 17 nella hall C (31-47)
Il Terminal 9 è in fase di costruzione.